# Beorn
Beorn é um personagem criado por J. R. R. Tolkien, e parte de seu legendarium da Terra Média. Ele aparece em O Hobbit como um "trocador de pele", um homem capaz de assumir a forma de um grande urso preto. Seus descendentes ou parentes, um grupo de homens conhecido como os Beornings, habitam os altos Vales do Anduin, entre a Floresta das Trevas e as Montanhas Nevoentas, e são contados entre os Povos Livres da Terra Média que se opõem às forças de Sauron durante a Guerra do Anel. Assim como os poderosos heróis medievais Beowulf e Bödvar Bjarki [en], cujos nomes significam "urso", ele exemplifica a  coragem nórdica, uma virtude central em O Senhor dos Anéis de Tolkien.

## Aparições

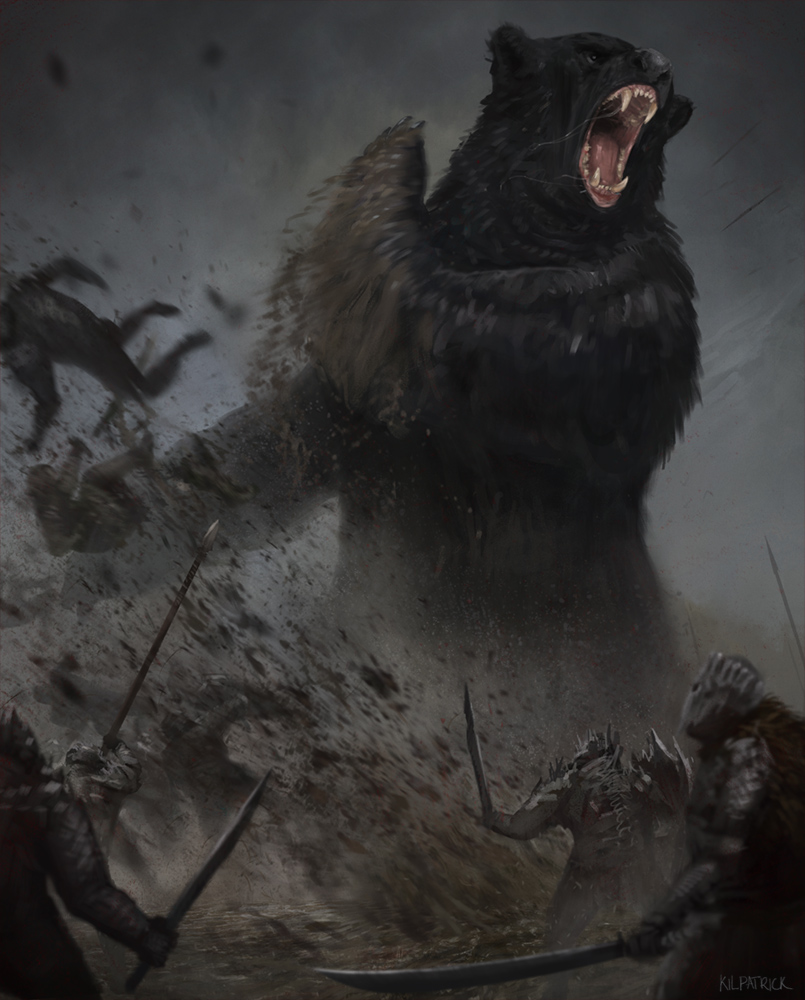
Beorn, por J. M. Kilpatrick, 2013

Beorn vive em uma casa de madeira em suas terras de pastagem entre as Montanhas Nevoentas e a Floresta das Trevas, a leste do rio Anduin. Sua casa inclui um séquito de animais (cavalos, cães, ovelhas e vacas); segundo Gandalf, Beorn não come seu gado nem caça animais selvagens. Ele cultiva grandes áreas de trevo para suas abelhas. Gandalf acredita que Beorn é descendente dos ursos que viviam nas Montanhas Nevoentas antes da chegada dos gigantes ou dos homens que habitavam a região antes da chegada dos dragões ou orcs do norte.
Ele possui tamanho e força imensos como homem e mantém esses atributos na forma de urso. Tem cabelos pretos (em ambas as formas), uma barba preta espessa e ombros largos. Embora não seja exatamente um "gigante", sua forma humana é tão grande que Bilbo, com cerca de um metro de altura, julga que poderia passar entre suas pernas sem tocar seu corpo. Quando Bilbo o encontra, Beorn tem "braços e pernas grandes e musculosos" e veste "uma túnica de lã até os joelhos". Beorn nomeia a grande rocha no rio Anduin de Carrock; ele criou os degraus que levam da base ao topo plano da rocha.
Beorn recebe Gandalf, Bilbo Bolseiro e treze anões e os auxilia em sua missão de recuperar o reino sob a Montanha Solitária. Ele se convence da veracidade de sua história após sair e confirmar o relato de seu encontro com os orcs das Montanhas Nevoentas e a morte do Grande Orc por Gandalf. Além de fornecer suprimentos e hospedagem muito necessários, Beorn dá informações vitais sobre o caminho a seguir ao atravessar a Floresta das Trevas.

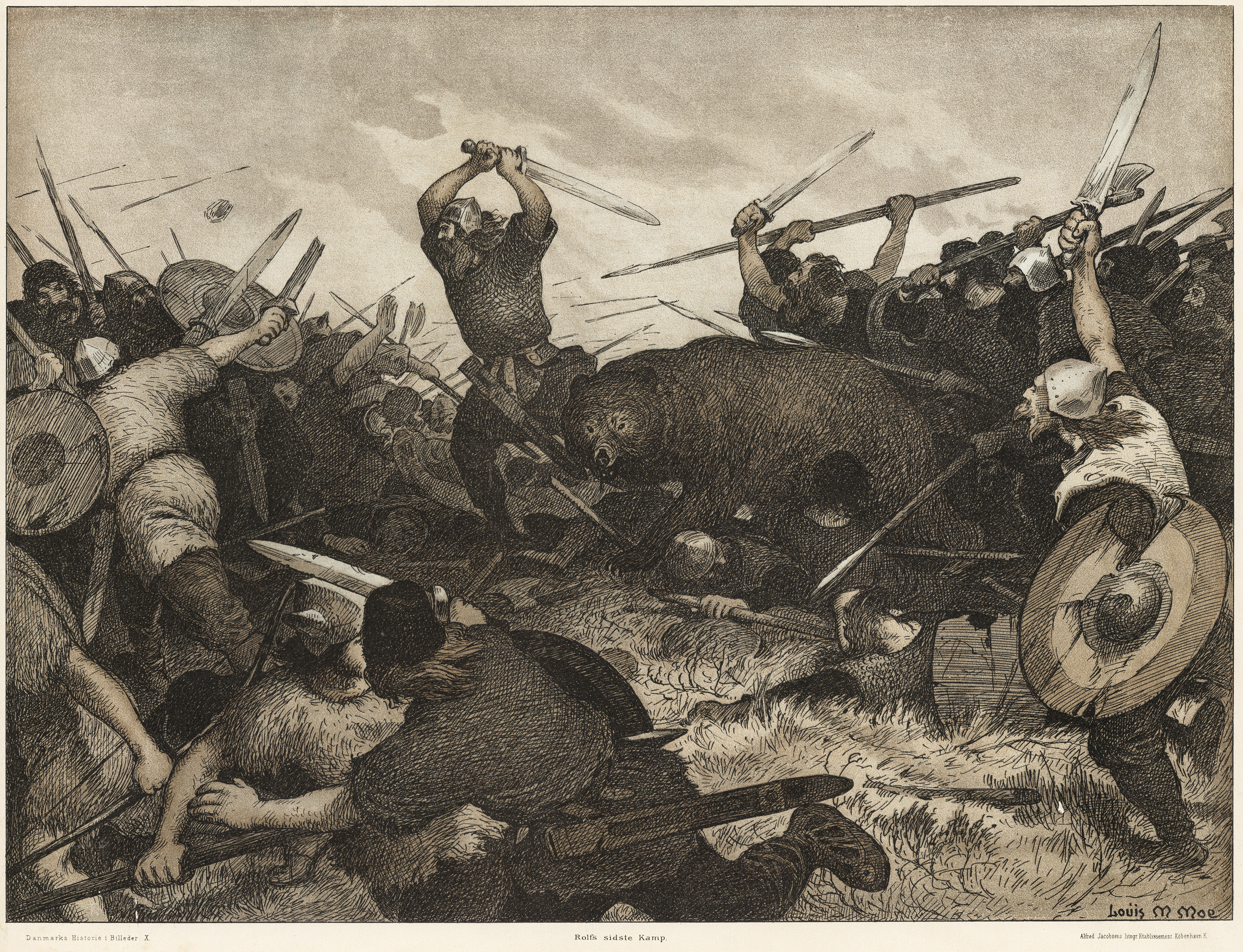
Bödvar Bjarki luta na forma de urso em sua última batalha. Litografia de en, 1898

Mais tarde, ao saber de um grande exército de orcs em movimento, Beorn chega à Montanha Solitária a tempo de desferir o golpe decisivo na Batalha dos Cinco Exércitos. Em sua forma de urso, ele mata o líder orc, Bolg, e seus guarda-costas. Sem liderança, o exército orc se dispersa, tornando-se presa fácil para os outros exércitos de homens, elfos, anões e águias. Beorn frequentemente deixa sua casa por horas ou dias, por motivos não totalmente explicados. Diz-se que "Beorn tornou-se, de fato, um grande chefe naquela região e governou uma vasta terra entre as montanhas e a floresta; e dizem que, por muitas gerações, os homens de sua linhagem tinham o poder de assumir a forma de urso, alguns sendo homens severos e maus, mas a maioria era, no coração, como Beorn, embora menores em tamanho e força".
Nos anos entre a Batalha dos Cinco Exércitos e a Guerra do Anel, Beorn emerge como líder dos homens da floresta que vivem entre o rio Anduin e as bordas da Floresta das Trevas. Como afirmou Glóin em A Sociedade do Anel, os Beornings "mantêm aberto o Alto Passo e o Vau de Carrock". Nos eventos que antecedem a Guerra do Anel, os Beornings ajudam Aragorn, que levava Gollum para a Floresta das Trevas para que Gandalf descobrisse o que Gollum sabia sobre o Anel, a atravessar o Anduin.

## Análise

### Guerreiro ursino

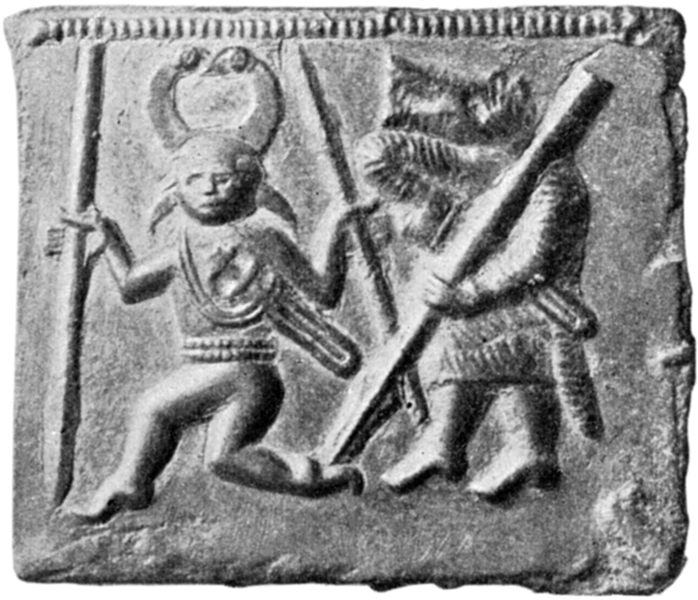
Beorn foi comparado a um berserker, um guerreiro que luta em um estado de fúria semelhante a um transe. Ilustração de uma en da era Vendel de Öland, Suécia, retratando o deus Odin guiando um berserker.

Ao nomear seu personagem, Tolkien usou beorn, uma palavra em inglês antigo para "homem" e "guerreiro" (com implicações de "homem livre" e "nobre" na sociedade anglo-saxã). O nome é cognato do escandinavo Björn ou Bjørn, que significa "urso"; e a figura de Beorn pode ser relacionada aos heróis nórdicos tradicionais Bödvar Bjarki e Beowulf, cujos nomes também significam "urso". O nome Beorn sobrevive no nome da cidade escocesa Borrowstounness [en], derivado do inglês antigo Beornweardstun ("a cidade com Beorn como seu guardião"). O estudioso de Tolkien Tom Shippey [en] comenta que Beorn exemplifica a coragem nórdica, uma virtude central em O Senhor dos Anéis, sendo feroz, rude e alegre, características que refletem sua imensa autoconfiança interior.
Paul W. Lewis, escrevendo em Mythlore [en], chama Beorn de "essencialmente um berserker em batalha", aludindo aos guerreiros nórdicos que lutavam em um estado de fúria semelhante a um transe. O termo significa "camisa de urso"; sua forma em nórdico antigo, hamrammr, foi interpretada por Tolkien como "trocador de pele", e ele atribuiu essa capacidade a Beorn.
| Nome ou termo | Língua         | Significado literal                              | Descrição                                                                                |
| ------------- | -------------- | ------------------------------------------------ | ---------------------------------------------------------------------------------------- |
| Beorn         | Inglês antigo  | "Urso"                                           | Homem forte como um urso, guerreiro, chefe; cf. nomes escandinavos modernos Björn, Bjørn |
| Beowulf       | Inglês antigo  | "Lobo das abelhas" = comedor de mel, urso        | Herói do poema épico Beowulf                                                             |
| Bödvar Bjarki | Nórdico antigo | "Pequeno urso guerreiro"                         | Herói da Hrólfs saga kraka [en]; trocador de pele, urso de dia, homem à noite            |
| berserker     | Inglês antigo  | "Camisa de urso"                                 | Guerreiro que luta em um estado de fúria semelhante a um transe                          |
| hamrammr      | Nórdico antigo | Interpretado por Tolkien como "Trocador de pele" | Urso-lobisomem, berserker                                                                |

### Solitário distinto
O nome de Beorn para a grande rocha no rio Anduin, o Carrock, por outro lado, não é germânico – seja nórdico ou inglês – mas britônico, relacionado ao galês carreg, "pedra". A medievalista Marjorie Burns [en] observa a tensão entre o "britânico" e o nórdico no tratamento de Tolkien de seus materiais. Isso é um dos muitos exemplos do que Clyde S. Kilby chamou de "contrassistência" – a aparente "dualidade" intencional de Tolkien ou alternância entre pontos de vista opostos. Burns comenta que a história e o personagem de Beorn incorporam tensões "entre floresta e jardim, casa e caminho, camaradagem e solidão, risco e segurança" e, em sua visão, mais fortemente entre "liberdade e obrigação", sem mencionar urso e homem. Burns chama Beorn de um dos
| “ | indivíduos mais marcantes de Tolkien ... seus solitários inatos e únicos, os isolacionistas honrados, que vivem em domínios isolados e ... são distintos, livres, autossuficientes, mas respeitosos com outras vidas e hostis apenas àqueles que merecem hostilidade. | ” |

O estudioso de Tolkien Justin Noetzel compara Beorn a Tom Bombadil em O Senhor dos Anéis, outra figura única fortemente ligada ao lugar onde vive. Ambos têm "uma conexão íntima com o mundo natural", usando isso para ajudar seus visitantes, protegendo-os de perigos locais, sejam lobos e orcs, ou Velho Salgueiro-homem e a Criatura Tumular.

### Nórdico e inglês

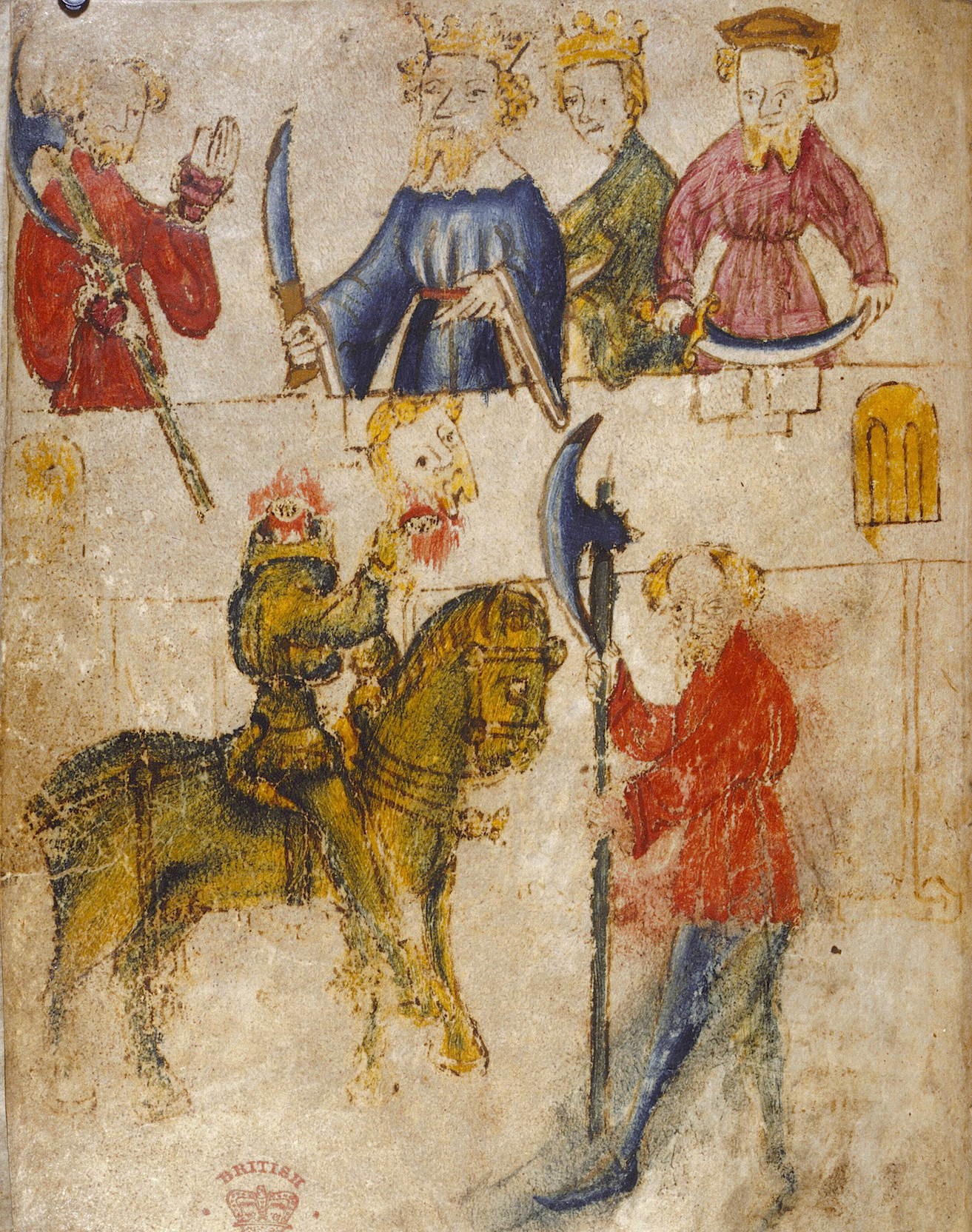
Beorn foi comparado a Bertilak, o Cavaleiro Verde encontrado por Sir Gawain em sua jornada ao norte. Pintura do en de Sir Gawain and the Green Knight.

Burns escreve que o personagem de Beorn também contém uma complexa tensão entre o nórdico e o inglês. Como trocador de pele, ele é claramente pagão e nórdico; mas seu vegetarianismo, relutância em usar metal, natureza caseira e jardim de flores parecem mais compatíveis com o cristianismo e a inglesidade, sem serem especificamente essas coisas. Burns comenta que ele é, assim,
| “ | na melhor tradição tolkieniana, um ser de dois extremos: ao mesmo tempo implacável e gentil, urso e homem, caseiro e andarilho, berserker e pacifista em um só. | ” |

Burns afirma que essa mistura de nórdico selvagem com inglês civilizado pode ser vista na literatura inglesa medieval [en], como Sir Gawain and the Green Knight. Gawain encontra um robusto trocador de forma semelhante a Beorn, Bertilak (o Cavaleiro Verde), que vive em um castelo em uma floresta de carvalhos e fala com cortesia cristã. Ela chama os carvalhos de Sir Gawain de "totalmente drúidicos", sugerindo mitologia celta ou lenda arturiana. Mas observa que "o carvalho era sagrado para [o deus nórdico] Thor", permitindo que Tolkien combine elementos celtas e nórdicos em sua Terra Média composta. Além disso, ela escreve, a casa de Beorn tem um conjunto quase diagramático de círculos de "características inglesas e nórdicas misturadas": no centro, o salão nórdico; o jardim de flores e o pátio ao estilo do Condado; um pátio maior (nórdico gaard) com suas construções externas; uma "alta sebe de espinhos" ao estilo inglês; um "cinturão de carvalhos altos e muito antigos" (ingleses ou nórdicos) e campos de flores; pequenas colinas e vales ao estilo inglês com carvalhos e olmos; "vastas planícies de grama, com um rio correndo por tudo isso", que lembram a Burns a Islândia; e, finalmente, "as montanhas", claramente nórdicas.

Diagrama da análise de Marjorie Burns sobre a influência mista nórdica e inglesa no local de moradia de Beorn.[9]

## Adaptações

### Cinema
O ator sueco Mikael Persbrandt interpreta Beorn em O Hobbit: A Desolação de Smaug e em sua sequência O Hobbit: A Batalha dos Cinco Exércitos. No comentário do DVD, a equipe de produção explica que normalmente garantiam que todos os personagens tivessem sotaques das Ilhas Britânicas, mas fizeram uma exceção para Beorn, permitindo que Persbrandt usasse seu sotaque sueco natural. Eles justificaram que Beorn deveria ter um sotaque distinto e estrangeiro, por ser o último sobrevivente de uma raça isolada. Jackson afirmou que muitos atores foram testados para o papel, mas Persbrandt capturou a energia primitiva de Beorn. Richard Armitage, que interpretou Thorin Escudo de Carvalho, disse que Persbrandt tinha uma voz fantástica e que seu sotaque era perfeito para o papel.

### Jogos
Na adaptação de jogo de videogame de O Hobbit de 2003, o encontro original com Beorn em sua casa é omitido. No entanto, ele aparece na Batalha dos Cinco Exércitos para matar Bolg. Beorn aparece apenas na forma de urso no jogo.
Os Beornings aparecem como unidades treináveis em The Lord of the Rings: War of the Ring (2003). Eles foram adicionados como uma classe jogável ao jogo de RPG online massivo The Lord of the Rings Online na Atualização 15 (novembro de 2014). Pode-se jogar como um Beorning masculino ou feminino, que pode se transformar em urso após acumular ira suficiente durante o combate. A Cabana de Grimbeorn nos Vales do Anduin é uma área inicial para a classe Beorning, e Grimbeorn faz uma breve aparição.

### J. R. R. Tolkien
1. 1 2 3 4 5 6 7  Tolkien 1937, cap. 7 "Acomodações Estranhas"
2. 1 2  Tolkien 1937, cap. 18 "A Jornada de Volta"
3. ↑  Tolkien 1954a, livro 2, cap. 1 "Muitas Reuniões"
4. ↑  Tolkien 1980, "A Caçada ao Anel"

- Tolkien, J. R. R. (1937).  Anderson, Douglas A., ed. The Annotated Hobbit [O Hobbit Anotado]. Publicado em 2002. Boston: Houghton Mifflin. ISBN 978-0-618-13470-0
- Tolkien, J. R. R. (1954a). The Lord of the Rings: The Fellowship of the Ring [O Senhor dos Anéis: A Sociedade do Anel]. Boston: Houghton Mifflin. OCLC 9552942
- Tolkien, J. R. R. (1980).  Tolkien, Christopher, ed. Unfinished Tales [Contos Inacabados]. Boston: Houghton Mifflin. ISBN 978-0-395-29917-3